# Phénalène
Le phénalène est un hydrocarbure aromatique polycyclique de formule C13H10.